# Fairy Tail
Fairy Tail este o serie manga scrisă și ilustrată de Hiro Mashima. A fost publicată în Weekly Shōnen Magazine din 2 august 2006, și a fost publicată de Kodansha în 30 de volume tankōbon ; capitole individuale sunt publicate în volume tankōbon de Kodansha, avand prima publicare pe 25 decembrie 2006, și al 35-lea volum publicat pe 16 noiembrie 2012. Fairy Tail urmărește aventurile lui Lucy Heartfilia o tânără vrăjitoare wizard (魔導士 madōshi?) sau mag, ce se alatură unei ghilde și face echipă cu un membru al ghildei respective Natsu Dragneel, care se află în căutarea dragonului Igneel.
Capitolele au fost adaptate într-un anime produs de A-1 Pictures si Satelight.

## Subiect
Lucy Heartfillia este un mag celestial de 17 ani care fuge de acasă pentru a se alătura ghildei Fairy Tail, o ghildă cunoscută pentru distrugerile provocate de membri săi. Pe drum, ea îl întalnește pe Natsu Dragneel, un băiat care călătorește prin regatul Fiore împreună cu partenerul său Happy, o pisică albastră zburătoare, care este în căutarea părintelui său vitreg, un dragon numit Igneel, dispărut în urmă cu șapte ani. Lucy este curând răpită de un mag trădător care se dă drept faimosul Salamander din Fairy Tail. Natsu o salvează pe Lucy, arătând că el este adevarătul Salamander și un ucigaș de dragoni, un mag cu abilițătile unui dragon. După învingerea impostorului, Natsu o invită pe Lucy să intre în Fairy Tail.
Lucy formează o echipă cu Natsu și Happy, împreună cu Gray Fullbuster, un mag al gheții cu un obicei de a se dezbrăca accidental, și Erza Scarlet, o femeie mag cu armură.

## Lumea Fairy Tail
Lumea Fairy Tail este populată de oameni și alte numeroase specii, incluzând Exceed, dragoni, spirite celeste, și bestii uriașe. Earth-land (アースランド Āsu Rando), o peninsulă vastă, este împărțită în zece țări diferite: Regatul Fiore(フィオーレ王国 Fiōre Ōkoku), Seven (セブン Sebun), Bosco (ボスコ Bosuko), Iceberg (アイスバーグ Aisubāgu), Minstrel (ミンストレル Minsutoreru), Midi (ミディ), Desierto (デシエルト Deshieruto), Joya (ホヤ Hoya), Bellum (ベラム Beramu), și Regatul Pergrande (ペルグランデ王国 Pergurande Ōkoku). Sin (シン Shin) și Caelum (カエルム Kaerumu), două insule diferite, fac de asemenea parte din Earth-land.
Fairy Tail 
Magia (魔法 Mahō) este o abilitate des întâlnită, însă puțin practicată. Sunt două categorii de magie. Abilitatea-Specială (能力（アビリティ） Abiriti) este o magie pe care magicienii o practică cu ajutorul propriului corp. Deținătorul (所持（ホルダー） Horudā) practică magia cu ajutorul unor obiecte.

## Media

### Manga
Scrisă și ilustrată de Hiro Mashima, Fairy Tail a fost publicată în revista Weekly Shōnen Magazine începând cu 2 august 2006. Capitolele inviduale au fost colecționate și publicate în volume tankōbon de către Kodansha începând cu 15 decembrie 2006. Din Martie 2013, sunt 325 de capitole și 33 de volume tankōbon. Fanbook-ul oficial, Fairy Tail+, a fost publicat pe 17 mai 2012 în Japonia.
Seriile au fost licențiate în limba engleză și publicată în America de Nord de Del Rey Manga. După ce aceasta s-a închis în 2010, Kondasha Comics USA a preluat licența și a reluat publicarea volumelor Fairy Tail în Mai 2011.

### Anime
A-1 Pictures șitelight au produs o adaptare anime a vlumelor Fairy Tail. Anime-ul, de asemenea intitulat Fairy Tail și regizat de Shinji Ishihira, a debutat pe TV Tokyo pe 12 octombrie 2009. Seriile s-au sfârșit pe 30 martie 2013, cu reluări începând din 4 aprilie 2013, cu titlul de Fairy Tail Best. Din 6 martie 2013, 38 de DVD-uri conținând câte 4 episoade au fost eliberate. Debutul american a seriilor l-au efectual postul Funimation Channel pe 22 noiembrie 2011.

### OVA
Cinci filme (OVA) Fairy Tail au fost produse de către A-1 Pictures și Satellite . Primul OVA, Yōkoso Fairy Hills!! (ようこそフェアリーヒルズ!!?, "Bun Venit la Fairy Hills!!"), este o adaptare a volumului manga cu același nume. Al doilea, Yōsei Gakuen Yankee-kun to Yankee-chan (妖精学園 ヤンキー君とヤンキーちゃん?, lit. "Academia Fairy: Yankee-kun și Yankee-chan"), este de asemenea o adaptare la manga-ul cu același nume. Al treilea, intitulat "Memory Days" (メモリーデイズ Memorī Deizu), a fost emis împreună cu al 31-lea volum manga pe 7 februarie 2012, și îmbrățișează povestea originală a lui Hiro Mashima.

## Film
Kodansha a anunțat pe 12 octombrie 2011 o adaptare anime a Fairy Tail, intitulată Fairy Tail Filmul: Preoteasa Phoenix 劇場版 FAIRY TAIL 鳳凰の巫女 Gekijōban Fearī Teiru: Hōō no Miko), care a fost emis pe 18 august 2012. A fost regizat de Masaya Fujimori, și scenariul a fost scris de Masashi Sogo. Filmul a fost licențiat în America de Funimation.

## Legături externe
Engleză
- Official manga website of Del Rey
- Official anime website Arhivat în 11 februarie 2012, la Wayback Machine. of Animax Asia

Japoneză
- Official manga website of Kodansha
- Official anime website of TV Tokyo